# Sifflöte
Il sifflöte è un particolare registro dell'organo.

## Struttura
Si tratta di un registro ad anima della famiglia dei flauti, generalmente presente nella misura di 1', occasionalmente 1' 1/3, 1' 1/2 e 2'. Le canne sono in metallo, cilindriche e aperte, ma si possono trovare anche sifflöte con canne coniche o semiconiche. Jakob Adlung lo considera uguale al flauto cavo da 1'. Peter Williams colloca nel XVI secolo la sua prima apparizione e suggerisce che sia nato per imitare il suono dello zufolo, da cui il nome.
Il suono prodotto è molto simile a quello del flauto in selva e del flauto cavo. È anche conosciuto come Sifflet, Siffløte o Zifflöte.